# Robert Grant
Robert Charles Grant (Phoenix, 31 gennaio 1996) è un velocista e ostacolista italiano con cittadinanza statunitense.

## Biografia
Nato in Arizona, ha origini italiane e la doppia cittadinanza.
Nel 2021 la World Athletics gli ha consegnato il nulla osta a gareggiare per la nazionale italiana.

## Record nazionali
Seniores
- Staffetta 4×400 metri indoor: 3'01"39 ( College Station, 10 marzo 2018)  (con Ilolo Izu, Devin Dixon e My'Lik Kerley)

## Progressione

### 400 metri piani indoor
| Stagione | Tempo | Luogo           | Data      | Rank. Mond. |
| -------- | ----- | --------------- | --------- | ----------- |
| 2020/21  | 46"75 | Fayetteville    | 21-2-2021 |             |
| 2017/18  | 45"84 | College Station | 24-2-2018 |             |
| 2016/17  | 47"01 | Clemson         | 10-2-2017 |             |
| 2015/16  | 47"76 | Fayetteville    | 26-2-2016 |             |
| 2014/15  | 48"21 | Fayetteville    | 13-2-2015 |             |

### 400 metri ostacoli
| Stagione | Tempo | Luogo       | Data      | Rank. Mond. |
| -------- | ----- | ----------- | --------- | ----------- |
| 2019     | 49"39 | Austin      | 5-6-2019  |             |
| 2017     | 49"15 | Columbia    | 13-5-2017 |             |
| 2016     | 49"36 | Eugene      | 8-6-2016  |             |
| 2015     | 51"80 | Gainesville | 3-4-2015  |             |
| 2014     | 51"16 | Greensboro  | 15-5-2014 |             |

## Palmarès
| Anno                                | Manifestazione       | Sede         | Evento      | Risultato | Prestazione | Note |
| ----------------------------------- | -------------------- | ------------ | ----------- | --------- | ----------- | ---- |
| In rappresentanza degli Stati Uniti |                      |              |             |           |             |      |
| 2016                                | Campionati NACAC U23 | San Salvador | 400 m piani | 5º        | 51"08       |      |
| 2016                                | Campionati NACAC U23 | San Salvador | 4×400 m     | Oro       | 3'00"89     |      |
| In rappresentanza dell' Italia      |                      |              |             |           |             |      |
| 2021                                | Europei indoor       | Toruń        | 4×400 m     | 5º        | 3'07"37     |      |

## Campionati nazionali
2014
- 5º ai campionati statunitensi U20, 400 m piani - 51"86

2017
- Semifinale ai campionati statunitensi assoluti, 400 m hs - dq

2019
- Batteria ai campionati italiani assoluti, 400 m hs - 50"55 (fuori classifica[3])